# Larentia aegrota
Larentia aegrota är en fjärilsart som beskrevs av Butler 1879. Larentia aegrota ingår i släktet Larentia och familjen mätare. Inga underarter finns listade i Catalogue of Life.